# Asimina longifolia
Asimina longifolia är en kirimojaväxtart som beskrevs av Robert Kral. Asimina longifolia ingår i släktet Asimina och familjen kirimojaväxter.

## Underarter
Arten delas in i följande underarter:
- A. l. longifolia
- A. l. spatulata

## Bildgalleri

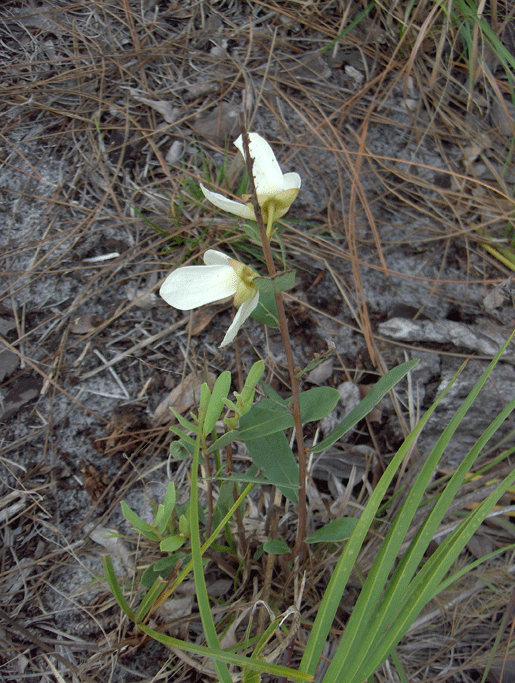